# 明堂 (建物)

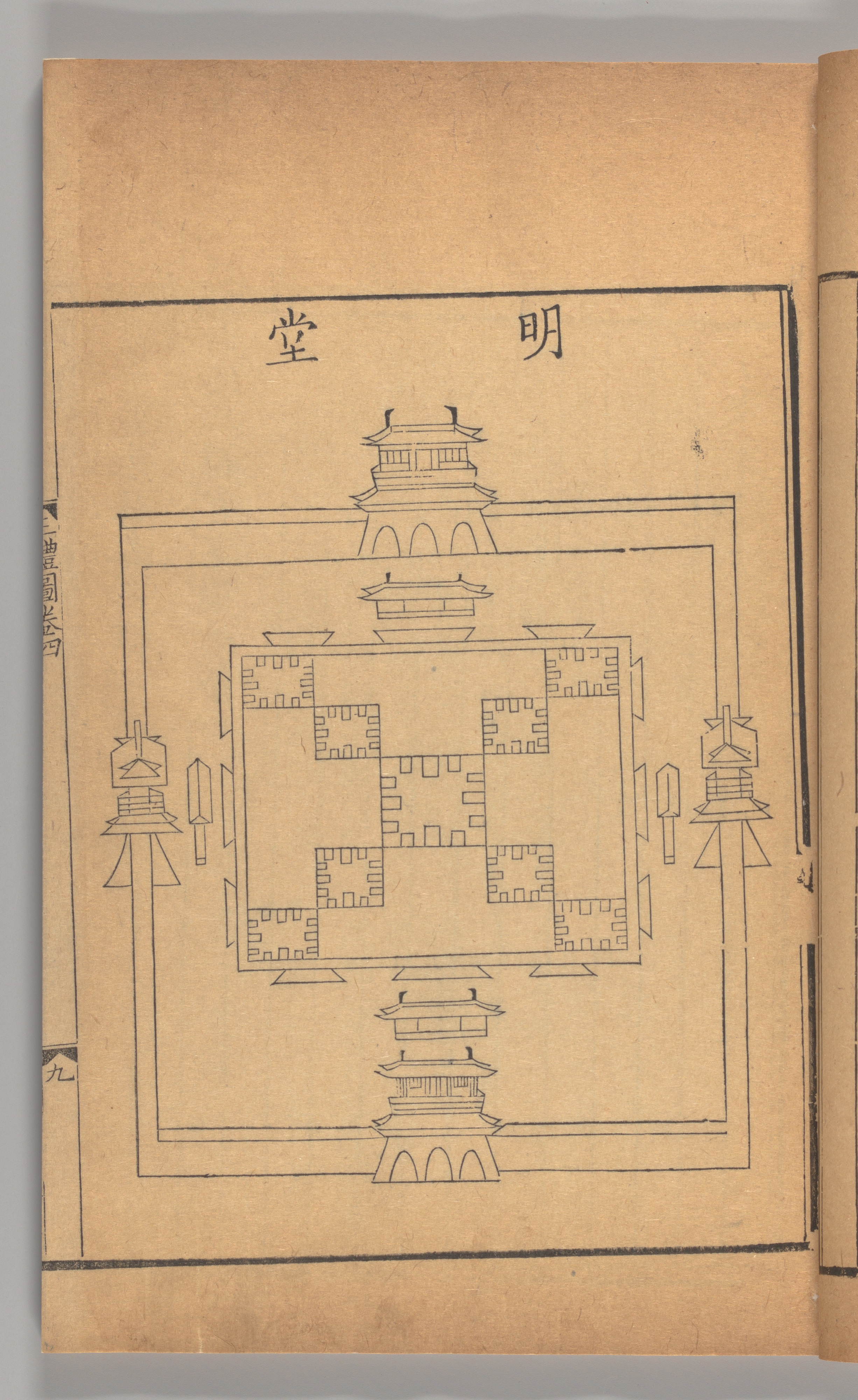
通志堂版『三礼図』中に描かれた明堂は、宋代の学者の明堂に対する理解を反映している。

明堂（めいどう）は、清廟、易祖、陽官とも称された、周の皇帝が身分に応じて諸侯から謁見を受ける場所で、文王に供物を捧げる場所でもあった。孟子は「明堂者 王者之堂也（明堂は王者の堂だ」と述べた。『逸周書・明堂解』によれば、明堂は周公旦が摂政を務めていた時代に初めて建てられたとされる。『大戴礼記・盛徳篇』には、明堂は古代からあったと記されている。清代の学者である汪中は、明堂の語義を宗周（鎬京：西安/長安）、東都（雒邑：洛陽）、路寝、方岳之下（岱廟）、太学（辟雍）、魯太妙（曲阜周公廟）の6つに分類した。

## 議論

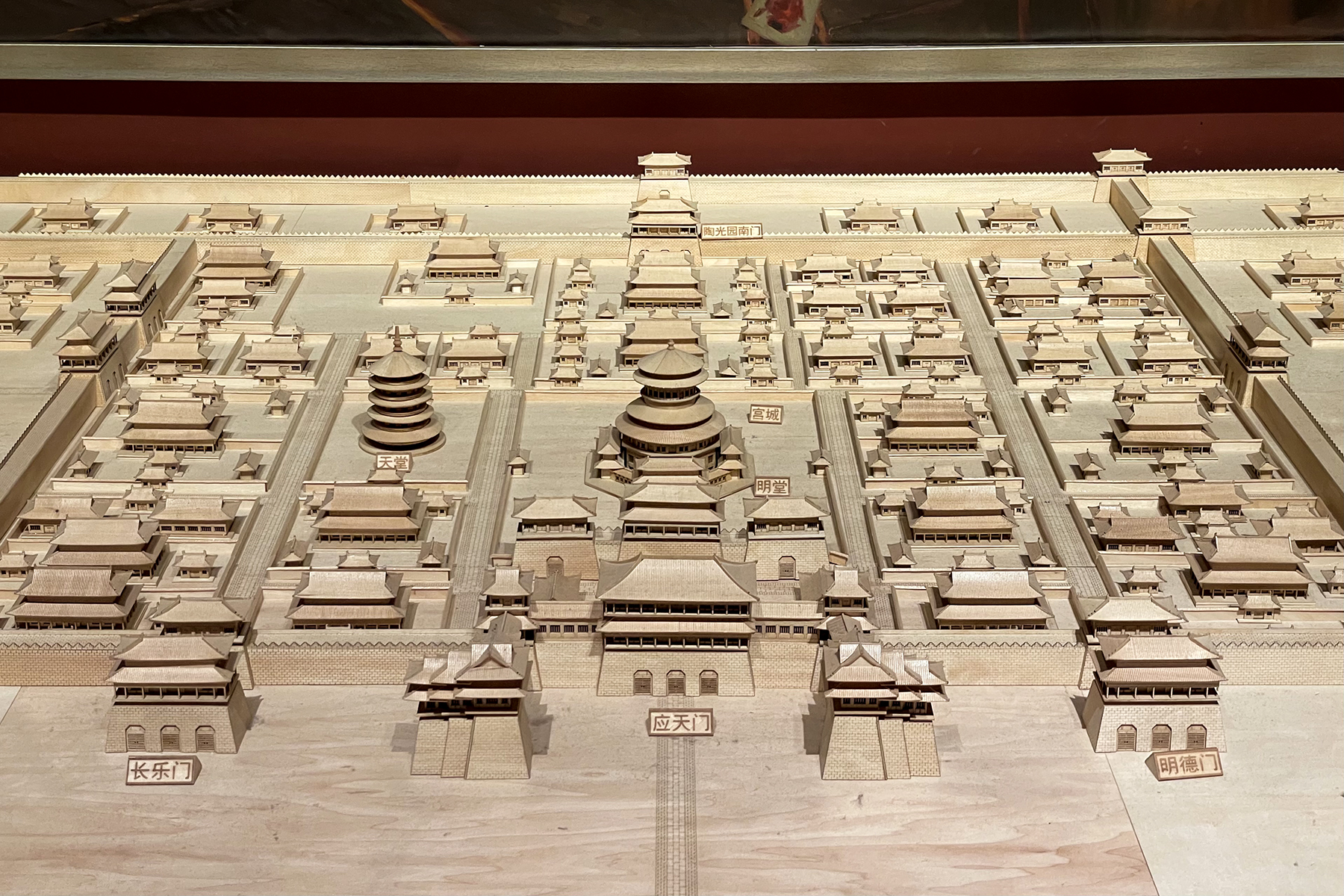
武則天時代の洛陽市の復元模型、中央に明堂、河南省博物館で撮影。

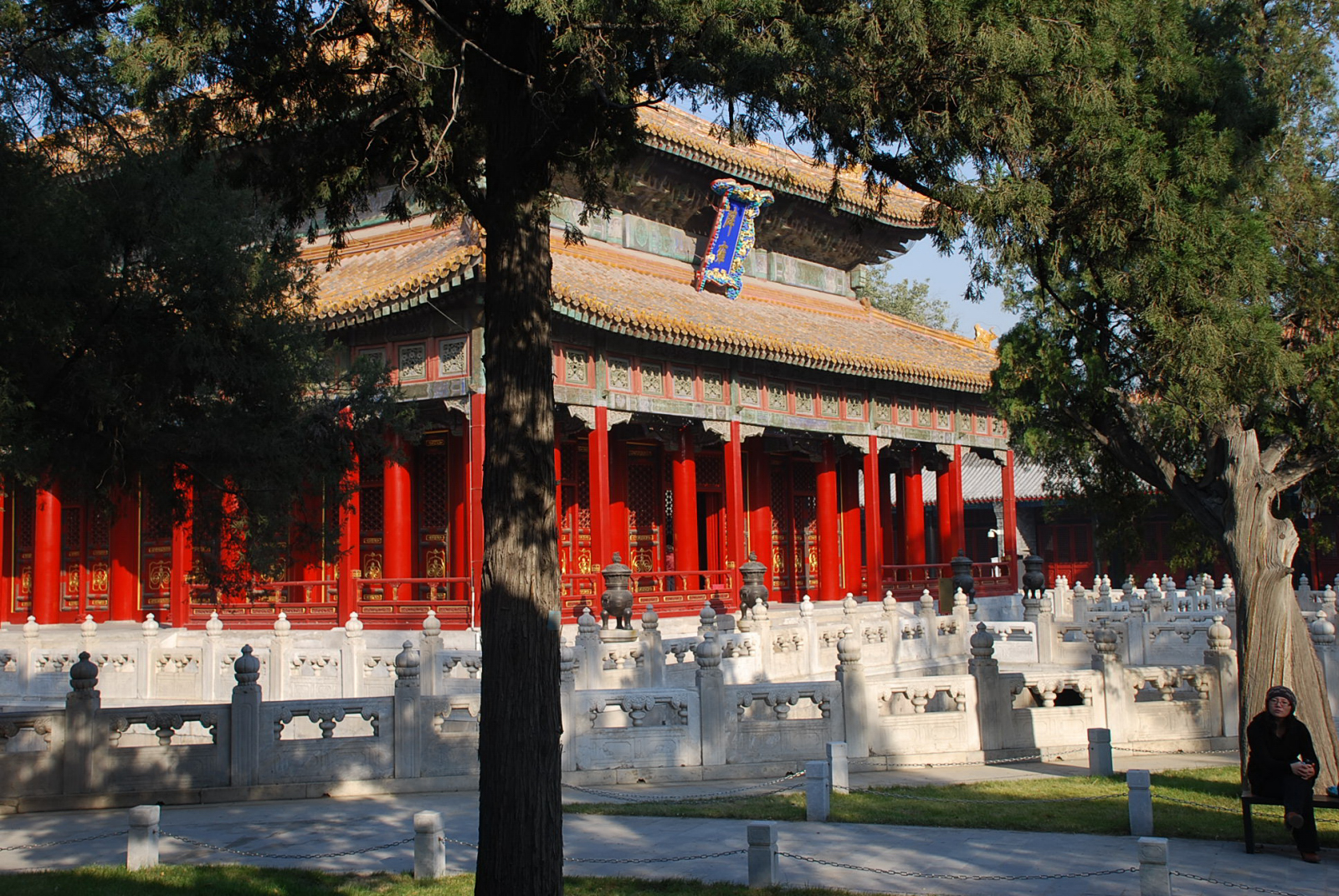
北京市の国子監辟雍殿。

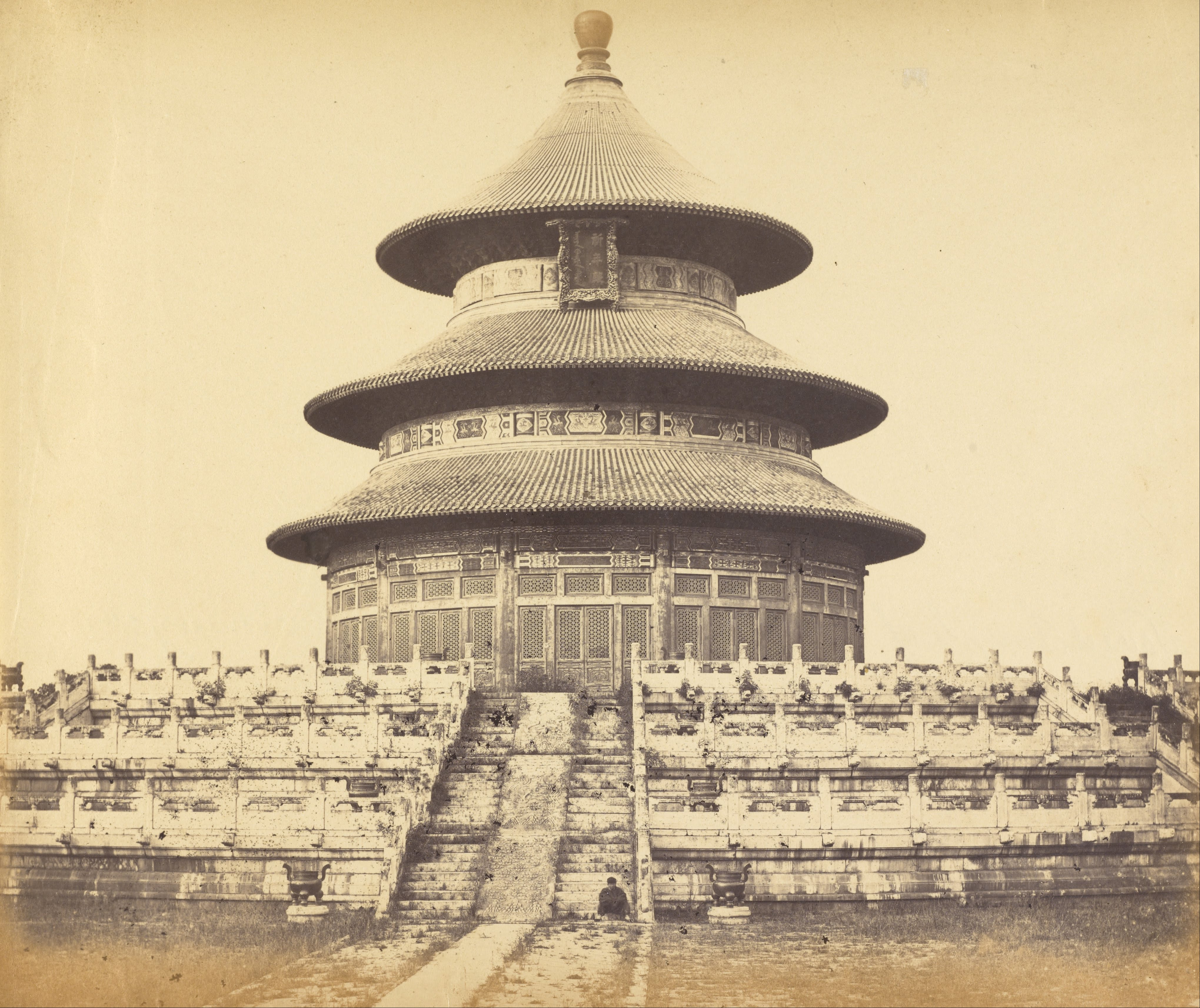
1860年の北京天壇祈年殿。

明堂は、皇帝が宮廷の集会や、祭祀をおこなう場所であり、『淮南子・主術訓』には「神农以时尝谷，祀于明堂（神農は適時に穀物を味見し、明堂で拝んだ）」と記され、『大戴礼記』には「明堂者，古有之也，凡九室。（明堂は古代に存在し、おおむね九つの部屋があった。）」などと記載されている。 『孟子・梁惠王下』には、「夫明堂者，王者之堂也。（そもそも明堂は、王者の堂である）」と記されており、阮元は、明堂と辟雍が古代の簡素な家屋であり、「上圆下方，重盖以茅，外环以水（上部は丸くて下部は四角く、茅葺で、外周は水に囲まれていた）」と考えた。
『漢書・芸文志』には、明堂に関連した2つの著作、すなわち『明唐陰陽』（33条）と『明堂陰陽説』（5条）が記載されている。 『隋書・経籍志』に収められた『九官経』は、後代の者が黄帝の作と偽ったものであるが、そこには「戴九履一，左三右七，二四为肩，六八为足，五居中宫，总御得失。（九を戴せ、一を履き、左に三、右に七、二と四は肩、六と八は足、五は中宮にいて得失を御す）」と記されている。
古代の明堂の形状はまだ明らかになっていないが、建物全体は下部は四角く、上部は丸く（下方上圆）、東の青陽、西の総章、南の明堂、北の玄堂、中央の太室と、5つの主要な区域に分けられた。明堂の室内配置については、主なものとして、『呂氏春秋』の5室であったとする説と、『大戴礼記』の9室とする説、合わせてふたつの仮説がある。両漢代には、長安と洛陽の南側の郊外に、それぞれ五室制と九室制に基づいて天を祀る明堂が建てられた。隋と唐の時代にも、明堂の建設は意図されていたが、両説が紛糾し、武周の武則天がすべての論を結合して「万象神宫」と号した真新しい明堂を創設するまで、建設されることはなかった。その後、北宋の徽宗も汴梁の宮城内に明堂を建てた。
明堂は、中国の祭祀建築の形態に深い影響を与えている。北京の天壇祈年殿と国子監辟雍殿は、どちらも明堂の建築様式を復活させる試みである。

## 清廟
周代の東都（雒邑：洛陽）にあった明堂は、清廟とも呼ばれていた。『左伝・桓公元年』には「青廟茅屋」とあり、屋根は茅葺であった。蔡邕の『明堂論』は、周の王が清廟の祭典で生贄を捧げたことを指摘している。冬には臣下の功労を銘に刻む大常、ないし、大嚐と称される行事があり、大烝祭では功臣が先王に敬意を表した。古代、廷臣たちは烝（献上）と嚐（賞味）を非常に重視していた。『左伝：文公二年』によれば、晋の狼瞫は、续简伯にその地位を奪われて屈辱を受けていたが、貢献がなければ祭祀も受けられなかったので、彼は何の貢献もない状況での戦死を望まなかった。明堂は四方から入ることができ、『礼記・明堂位』によれば、南側には皋、應、路と分けられた三重の門があり、他の三方にもそれぞれひとつ門があった

## 路寝
路寝は、天子が毎月一日に、太廟での儀式を終えた後、政を行う場所。鄭玄によれば、「天子庙及路寝，皆同明堂制。（天子の廟と路寝は、いずれも明堂と同じような造り）」で、形状や構造は明堂と同じであったという。また、王聘珍によれば、「天子将有事于明堂，则致斋于此宮。（天子は明堂で用事があるときは、この宮で断食する）」といい、路寝で断食するのであった。楊倞は、「明堂，天子布政之宫（明堂は天子が政をおこなう宮）」とする。阮元の『明堂解』によれば、「路」という文字は、古代においては「大」と通じていたので、「大寝」とも称されたという。路寝はもともと郊外の明堂と同じ構造だったが、その後、文明の発展とともに、都城の中に、圜丘、宗廟、朝廷、学校などがそれぞれの機能に応じて設置された。路寝は天子の住居となり、その建物は南向きとされた。

## 方岳と魯廟
周公には大きな功績があったので、成王は魯国に対して、周公を祭祀する際には皇帝の基準を用いるよう命じた。毎年夏6月に、「清廟」の歌に合わせて式典が挙行された。方岳の明堂は、天子が巡回する際には宮殿として、諸侯たちと謁見する際には祭壇として使用された。『史記・封禅書』によれば、泰山の麓の東北側に明堂があったとされる。

## 洛陽明堂遺跡
洛陽明堂遺跡は、隋唐洛陽市国家遺産公園の一部であり、公園の面積は 145畝で、洛陽市の中心区域に位置し、隋と唐、北宋時代の洛陽城跡の核心区域で、当時の政治、経済、文化活動の発生地かつ物的証拠であり、隋と唐の時代の中原文化の重要な遺跡でもある。公園全体には主に隋代の大業殿遺跡、唐代の明堂天堂遺跡、宋代の太極殿遺跡など、3つの主要な時代の遺跡が含まれている。武則天時代の唐の遺跡の影響が大きかったため、武則天時代の洛陽市の宮殿、正殿、明堂、天塘の遺跡が主な展示対象となっている。現存する明堂遺跡は明堂の中心基礎であり、東西、南北とも最大幅105メートルの六圏八角形の基礎である。明堂保護展示棟は現代的な設計理念を用い、その天蓋は完全に「保護カバー」のイメージで設計されている。外観は3層を成す台が分かれており、上部は八角形の尖った屋根になっている（内部は2層に分かれ、総建築面積は9888.92平方メートル）。同時に、大きすぎることが文化遺産公園全体に与える無秩序な影響や遺産へのダメージを避けるため、建物のイメージは可能な限り「控えめ」で、全高21.18メートル、全幅105メートルとなっている。建物の外観は緑で覆われており、周囲の公園の緑に溶け込んでいる。

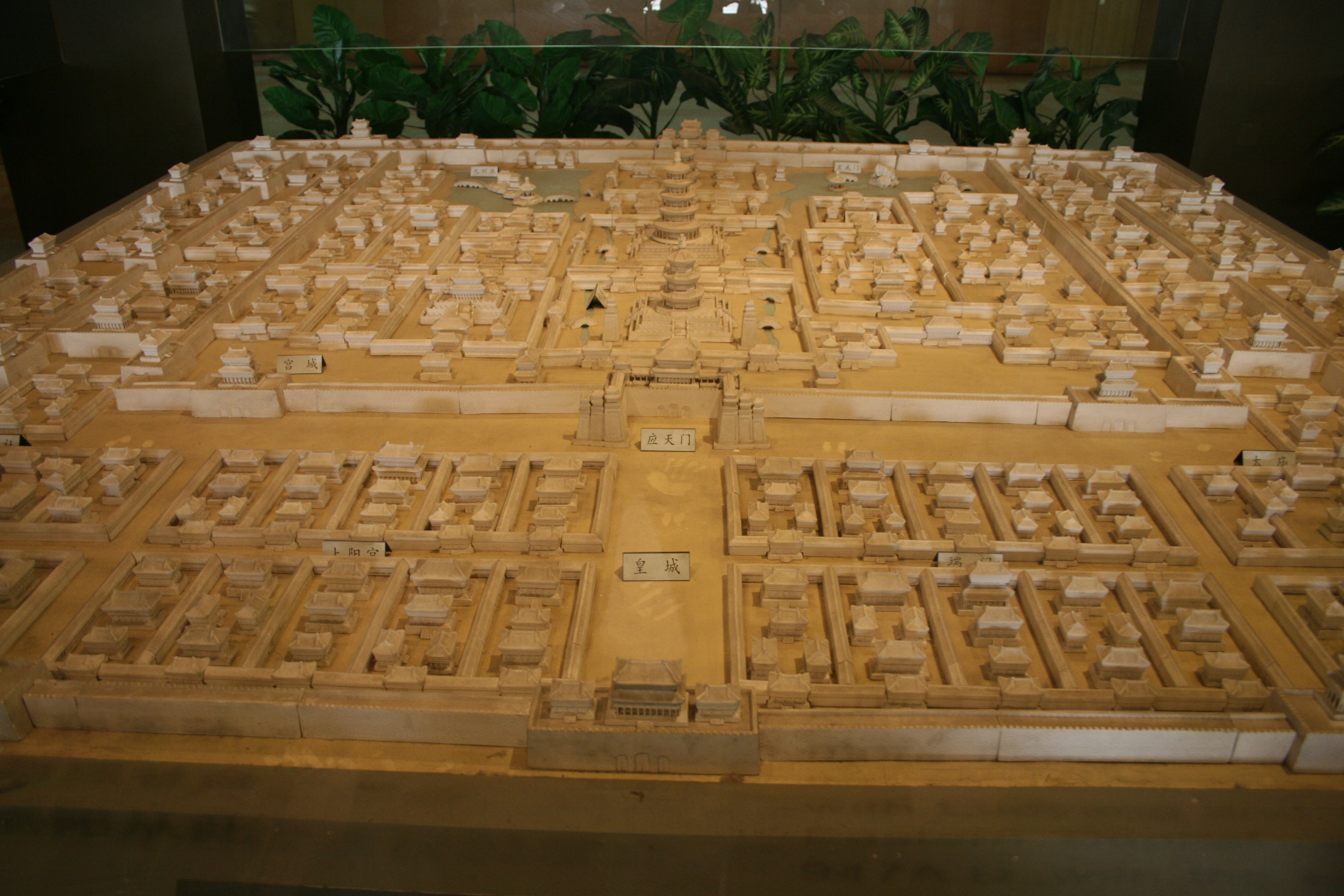
洛陽博物館の武則天時代の洛陽市の復元模型。中央の建物（応天門の後ろ）が明堂で、その後ろの高い建物が「天堂」。

現在設計されている天堂遺産保護建物は、遺産公園の北西隅に位置し、総高さは81.88メートル、建築面積は12,630平方メートルとなる。外観は、2階建ての正方形の基壇の上に建つ円形の閣楼（あるいは塔）の建築で、外側5階、内側9階建てである。遺跡保護の必要を満たすことに加えて、唐代の建築様式を外観的に具体的に再現する必要がある。同時に、見晴らしの良い高さでもあり、そこに登ると宮城区域全体の模様を一望できる。